# Jazzstep
Jazzstep je žánr, který kombinuje harmonický jazz s rytmem a citem z Drum and Bass. Žánr se obvykle skládá z jazzových nástrojů a elektronických bicích. Původ Jazzstepu lze hledat v letech 1990 v písni Pulp Fiction od Alexe Reeceho smíchaným s Drum and Bass.

## Představitelé
- Alex Reece
- DJ Dextrous
- Moving Shadow
- General Delivery